# چرینیاله
چرینیاله (به ایتالیایی: Cerignale) یک کومونه در ایتالیا است که در استان پیاچنزا واقع شده‌است.

## خصوصیات
چرینیاله ۳۱٫۵ کیلومترمربع مساحت و ۱۹۷ نفر جمعیت دارد.